# Gianluca Bollini
Gianluca Bollini (24 marzo 1980) è un dirigente sportivo ed ex calciatore sammarinese, Direttore Sportivo de La Fiorita.

## Biografia
Ha un fratello Fabio anch'egli calciatore.

## Carriera

### Club
Ha sempre giocato nel campionato sammarinese.

### Nazionale
Conta 10 presenze con la Nazionale sammarinese.

## Palmarès

### Club

#### Competizioni nazionali
- Campionato Dilettanti: 2

La Fiorita: 2013-2014, 2016-2017
- Coppa Titano: 2

La Fiorita: 2011-2012, 2012-2013
- Supercoppa di San Marino: 2

La Fiorita: 2007, 2012